# Campionato europeo femminile under 19 di calcio 2013
Il Campionato europeo femminile under 19 di calcio 2013 è stato la 16ª edizione del torneo organizzato dalla UEFA. La fase finale si è giocata in Galles, dal 19 al 31 agosto 2013. Al torneo potevano partecipare solo le giocatrici nate dopo il 1º gennaio 1994.

La Francia ha vinto il titolo per la terza volta.

## Qualificazioni
Le qualificazioni prevedevano due fasi. Nella prima, disputata tra il 20 ottobre e il 25 ottobre 2012, 40 squadre sono state divise in 10 gironi di 4. Le prime due classificate di ogni girone e la migliore terza si sono qualificate per la seconda fase, a cui erano ammesse direttamente Germania Francia e Inghilterra.

Le 24 squadre rimaste sono state divise in 6 gironi di 4. Le vincitrici di ogni girone e la migliore seconda classificata si sono qualificate per la fase finale

### Squadre qualificate
La seguente tabella riporta le otto nazionali qualificate per la fase finale del torneo, con le informazioni relative ai precedenti tornei solamente per under-19.
| Nazionale   | Metodo di qualificazione        | fasi finali disputate | Ultima qualificazione | Migliore risultato nel torneo                  |
| ----------- | ------------------------------- | --------------------- | --------------------- | ---------------------------------------------- |
| Galles      | Ospitante                       | 1                     | -                     | Debutto                                        |
| Svezia      | Vincitrice fase élite, Gruppo 1 | 10                    | 2012                  | Campione (1999 e 2012)                         |
| Francia     | Vincitrice fase élite, Gruppo 2 | 12                    | 2010                  | Campione (2003 e 2010)                         |
| Danimarca   | Vincitrice fase élite, Gruppo 3 | 7                     | 2012                  | Campione (1998)                                |
| Inghilterra | Vincitrice fase élite, Gruppo 4 | 10                    | 2012                  | Campione (2009)                                |
| Finlandia   | Vincitrice fase élite, Gruppo 5 | 2                     | 2005                  | Semifinali (2005)                              |
| Germania    | Vincitrice fase élite, Gruppo 6 | 15                    | 2011                  | Campione (2000, 2001, 2002, 2006, 2007 e 2011) |
| Norvegia    | Migliore 2ª fase élite          | 8                     | 2011                  | Finalista (2003, 2008 e 2011)                  |

## Fase a gironi

### Gruppo A
| Pos. | Squadra     | Pt | G | V | N | P | GF | GS | DR |
| ---- | ----------- | -- | - | - | - | - | -- | -- | -- |
| 1.   | Inghilterra | 7  | 3 | 2 | 1 | 0 | 6  | 0  | +6 |
| 2.   | Francia     | 7  | 3 | 2 | 1 | 0 | 6  | 1  | +5 |
| 3.   | Danimarca   | 3  | 3 | 1 | 0 | 2 | 2  | 6  | -4 |
| 4.   | Galles      | 0  | 3 | 0 | 0 | 3 | 0  | 7  | -7 |

| Arbitro: | Eleni Lampadariou |

|  |           |              |
|  | Marcatori | 61’ Frandsen |

| Carmarthen 19 agosto 2013, ore 19:00 UTC+1 | Inghilterra      | 0 – 0 referto | Francia | Richmond Park\| Arbitro: \| Monika Mularczyk \| |
| Arbitro:                                   | Monika Mularczyk |               |         |                                                 |

| Arbitro: | Dilan Gökçek |

|  |           |                                |
|  | Marcatori | 63’ Lawley 83’ Parris 89’ Mead |

| Arbitro: | Eszter Urbán |

|                    |           |                                      |
| Frandsen 8’ (rig.) | Marcatori | 10’ Declercq 17’ Toletti 26’ Lavogez |

| Arbitro: | Petra Chudá |

|                               |           |  |
| Toletti 28’ Le Bihan 35’, 47’ | Marcatori |  |

| Arbitro: | Olga Zadinová |

|  |           |                                          |
|  | Marcatori | 34’ (rig.) Williams 85’ Parris 90’ Zelem |

### Gruppo B
| Pos. | Squadra   | Pt | G | V | N | P | GF | GS | DR |
| ---- | --------- | -- | - | - | - | - | -- | -- | -- |
| 1.   | Germania  | 7  | 3 | 2 | 1 | 0 | 8  | 1  | +7 |
| 2.   | Finlandia | 5  | 3 | 1 | 2 | 0 | 3  | 2  | +1 |
| 3.   | Norvegia  | 3  | 3 | 1 | 0 | 2 | 5  | 6  | -1 |
| 4.   | Svezia    | 1  | 3 | 0 | 1 | 2 | 1  | 8  | -7 |

| Arbitro: | Dilan Gökçek |

|            |           |            |
| Banusic 4’ | Marcatori | 60’ Kemppi |

| Arbitro: | Olga Zadinová |

|                                        |           |  |
| Dallmann 12’, 15’ Bremer 21’, 39’, 43’ | Marcatori |  |

| Arbitro: | Monika Mularczyk |

|  |           |                 |
|  | Marcatori | 59’, 84’ Bremer |

| Arbitro: | Petra Chudá |

|            |           |  |
| Engman 78’ | Marcatori |  |

| Arbitro: | Eszter Urbán |

|                                                                    |           |  |
| Jensen 41’, 51’ Eikeland 48’ Högrell 69’ (aut.) Skinnes Hansen 89’ | Marcatori |  |

| Arbitro: | Eleni Lampadariou |

|            |           |            |
| Kemppi 48’ | Marcatori | 20’ Tietge |

## Fase finale

### Tabellone
|  | Semifinali | Semifinali  | Semifinali |         |             | Finale      | Finale | Finale |  |
|  |            |             |            |         |             |             |        |        |  |
|  | A1         | Inghilterra | 4          |         |             |             |        |        |  |
|  | A1         | Inghilterra | 4          |         |             |             |        |        |  |
|  | B2         | Finlandia   | 0          |         |             |             |        |        |  |
|  | B2         | Finlandia   | 0          |         | Inghilterra | Inghilterra | 0      |        |  |
|  |            |             |            |         | Inghilterra | Inghilterra | 0      |        |  |
|  |            |             | Francia    | Francia | 2           |             |        |        |  |
|  | B1         | Germania    | Francia    | Francia | 2           | 1           |        |        |  |
|  | B1         | Germania    |            |         |             |             |        |        |  |
|  | A2         | Francia     | 2          |         |             |             |        |        |  |

### Semifinali
| Arbitro: | Olga Zadinová |

|                     |           |                |
| Bremer 90+3’ (rig.) | Marcatori | 62’, 64’ Diani |

| Arbitro: | Eleni Lampadariou |

|                                                 |           |  |
| Mead 15’, 40’ Williams 34’ (rig.) Sigsworth 65’ | Marcatori |  |

### Finale
| Arbitro: | Monika Mularczyk |

|  |           |                         |
|  | Marcatori | 95’ Toletti 114’ Diallo |